# NGC 2256
NGC 2256 is een elliptisch sterrenstelsel in het sterrenbeeld Giraffe. Het hemelobject werd op 1 augustus 1883 ontdekt door de Duitse astronoom Ernst Wilhelm Leberecht Tempel.

## Synoniemen
- UGC 3519
- MCG 12-7-15
- ZWG 330.14
- PGC 19602